# Спілка Комуністичної Молоді Російської Федерації
Ленінська комуністична спілка молоді Російської Федерації (ЛКСМ РФ), (до лютого 2011 р. мала назву — СКМ РФ (Союз комуністичної молоді Російської Федерації)) — загальноросійська громадська молодіжна комуністична організація, що позиціонує себе як спадкоємець ВЛКСМ на території Російської Федерації. Входить до складу МСКО-ВЛКСМ — спілки комсомольських організацій країн колишнього СРСР.
У період з 2004 до 2013 року обов'язки першого секретаря ЦК ЛКСМ РФ виконував депутат Державної думи Юрій В'ячеславович Афонін. На VI Пленумі ЦК ЛКСМ РФ, що відбувся 7 червня 2013 року, новим керівником Ленінського комсомолу було обрано Анатолія Долгачова, який обіймав цю посаду до червня 2016 року. XV Пленум ЦК ЛКСМ РФ, що пройшов 23 червня 2016 року в Підмосков'ї, задовольнив прохання Долгачова про звільнення його з посади у зв'язку з переходом на партійну роботу, — Долгачов став першим секретарем Приморського крайового комітету КПРФ; першим же секретарем ЦК ЛКСМ РФ було обрано Володимира Ісакова.